# Idrottsklubben Sleipner
L'Idrottsklubben Sleipner, meglio noto come IK Sleipner, è una società calcistica svedese con sede nella città di Norrköping. Il club venne fondato il 27 aprile 1903, prendendo a spunto il nome del cavallo di Odino, Sleipnir.
Durante gli albori del calcio in Svezia, fu tra i principali club del Paese, raggiungendo le finali dello Svenska Mästerskapet nel 1920 e nel 1921, e il secondo posto nella stagione 1936-1937. L'anno successivo vinse il suo unico trofeo: l'Allsvenskan 1937-1938. Nel 1941 ha inoltre raggiunto la finale, persa contro l'Helsingborgs IF, della Svenska Cupen.
Da allora il club ha perso via via di importanza, a favore dell'altra squadra cittadina, l'IFK Norrköping.
Il Norrköpings Idrottspark, che ospita le partite interne, ha una capacità di 19.414 spettatori.
Nils Liedholm iniziò la sua promettente carriera calcistica in questa squadra.

## Palmarès

### Competizioni nazionali
- Campionato svedese: 1

1937-1938
- Division 2: 2

1993, 2008

### Altri piazzamenti
- Campionato svedese:

Secondo posto: 1936-1937
Terzo posto: 1929-1930
- Coppa di Svezia:

Finalista: 1941